# Slaget vid Vilna
Slaget vid Vilna var ett fältslag som ägde rum den 6 april 1702 (enligt den svenska kalendern; 5 april enligt den julianska och 16 april enligt den gregorianska) i Litauens huvudstad Vilnius under det stora nordiska kriget. Ludwik Konstanty Pociej, Vilnius vojvod, fick bud om att staden erövrades av den svenska armén och inledde en överraskningsanfall med 3 000 polsk-litauiska trupper (andra siffror anger så få som 2 000 och andra till 4 000 man) mot den svenska garnisonen på 3 000 man under befäl av Carl Mörner. På grund av svåra sjukdomar kan siffran vara lägre (Dalregementet hade endast 740 man före slaget i jämförelse med 1 200 av den ursprungliga styrkan) med så få som 2 500 man. Anfallet slogs tillbaka och den polska armén fick dra sig tillbaka, med en förlust på 100 man och två kanoner medan svenskarna förlorade 50 man under striden. Staden förblev under svensk kontroll tills Mörner lämnade staden med sin armé för att förstärka kung Karl XII i dennes strid mot August den starke. Staden återerövrades senare av Carl Gustaf Dücker år 1706.